# Jason Dolley
Jason Scott Dolley (Los Angeles, 1991. július 5. –) amerikai színész, zenész és Twitch streamer.
Olyan Disney Channel filmekben és műsorokban szerepelt, mint az Életre kelt napló (2006), a Cory in the House (2007–2008), az Időlovagok (2008), a Csirke kabala módra (2009) és a Sok sikert, Charlie! (2010–2014).

## Fiatalkora
1991. július 5-én született Los Angelesben. A Moorpark College-ban és a Kaliforniai Lutheránus Egyetemen végzet.

## Pályafutása
11 évesen szerepelt az iskolai tehetségkutató műsorában.
Első szerepe a Chasing Daylight című rövidfilmben volt. 2009-ben szerepelt a Csirke kabala módra című filmben. 2010-ben megkapta PJ szerepét a Sok sikert, Charlie! című sorozatban. A Csingiling és a nagy verseny című sorozatban szinkronizált.

## Filmográfia

### Film
| Év   | Magyar cím                                  | Eredeti cím                                      | Szerep                | Magyar hang      |
| ---- | ------------------------------------------- | ------------------------------------------------ | --------------------- | ---------------- |
| 2004 |                                             | Chasing Daylight (rövidfilm)                     | Dylan Fox             |                  |
| 2006 | Csavargó kutya 3.                           | Saving Shiloh                                    | Marty Preston         | Baráth István    |
| 2006 | Életre kelt napló                           | Read It and Weep                                 | Connor Kennedy        | Molnár Levente   |
| 2007 | Lélegzet                                    | The Air I Breathe                                | "Gyönyör" fiatalon    |                  |
| 2009 | Időlovagok                                  | Minutemen                                        | Virgil Fox            | Minárovits Péter |
| 2009 | Csirke kabala módra                         | Hatching Pete                                    | Pete Ivey             | Szalay Csongor   |
| 2011 | Csingiling és a nagy verseny                | Pixie Hollow Games                               | Rumble (szinkronhang) | Szatory Dávid    |
| 2011 | Sok sikert, Charlie: A film – A nagy utazás | Good Luck Charlie, It's Christmas!               | PJ Duncan             | Penke Bence      |
| 2014 |                                             | Helicopter Mom                                   | Lloyd                 |                  |
| 2019 |                                             | Staged Killer                                    | Jake                  |                  |
| 2020 |                                             | Secret Agent Dingledorf and His Trusty Dog Splat | Wing Nut              |                  |
| 2020 |                                             | The Devil's Advocate (rövidfilm)                 | Terry                 |                  |

### Televízió
| Év        | Magyar cím           | Eredeti cím          | Szerep                       | Megjegyzések                                 |
| --------- | -------------------- | -------------------- | ---------------------------- | -------------------------------------------- |
| 2004–2005 | Rém rendetlen család | Complete Savages     | T.J. Savage                  | - főszereplő - magyar hangja: - Kilényi Márk |
| 2007–2008 |                      | Cory in the House    | Newton "Newt" Livingston III | főszereplő                                   |
| 2008      |                      | Disney Channel Games | önmaga                       | 5 epizód                                     |
| 2008      | Cserecsapat          | The Replacements     | Skip Tripper (hangja)        | 1 epizód                                     |
| 2009      | Ötletgyár            | Imagination Movers   | Herceg                       | 1 epizód                                     |
| 2010–2014 | Sok sikert, Charlie! | Good Luck Charlie    | PJ Duncan                    | - főszereplő - magyar hangja: - Penke Bence  |
| 2013      | Jessie               | Jessie               | PJ Duncan                    | 1 epizód                                     |
| 2014      | Gyilkos ügyek        | Major Crimes         | James "J-Me" Martin Elliott  | 1 epizód                                     |
| 2018      | A farm               | The Ranch            | Dr. Hopkins                  | 1 epizód                                     |
| 2018–2019 | Anyaság túlsúlyban   | American Housewife   | Kevin                        | 4 epizód                                     |

## Fordítás
- Ez a szócikk részben vagy egészben  a   Jason Dolley című angol Wikipédia-szócikk fordításán alapul.  Az eredeti cikk szerkesztőit annak laptörténete sorolja fel. Ez a jelzés csupán a megfogalmazás eredetét és a szerzői jogokat jelzi, nem szolgál a cikkben szereplő információk forrásmegjelöléseként.